# Riafn
Riafn ist ein vielfach ausgezeichneter deutscher Kurz-Dokumentarfilm des Regisseurs Hannes Lang aus dem Jahr 2019. Das Wort „Riafn“ entstammt dem Tiroler Dialekt und bezieht sich auf das „Rufen“ der alpinen Hirten, das im Zentrum des dokumentarischen Musicals steht. Es ist der zweite Film, den Hannes Lang als Mitglied des Produktions-Kollektivs „Petrolio“ gemeinsam mit Mareike Wegener selbst produzierte.

## Inhalt
Riafn ist eine filmische Expedition in den Klangraum der Alpen, bei der die Mundarten, Lockrufe und Gesänge der Hirten zu einem rhythmischen und sinnlichen Stimmungsbild verdichtet werden. Zwischen künstlerischem Ideal und dokumentarischer Wirklichkeit entwirft der Musicalfilm einen arkadischen Sehnsuchtsort fernab der zwanghaften Schnelligkeit und der blinden Kommunikationswut des gegenwärtigen Lebens.
Der Film beginnt mit einer Kamerabewegung auf einen verlassenen Alpentunnel zu, aus dem traditionelle, aber verfremdet klingende Gesänge ertönen und das Vorstoßen in eine parallele Wirklichkeit andeuten. Im dunklen Innern des Tunnels fährt die Kamera auf einen vierköpfigen Chor in südtiroler Tracht zu, dessen Gesangsdarbietung rückwärts abläuft.
Beim anschließenden Umschnitt wirkt das Gesehene wie der Tagtraum eines Hirten, der sodann seine Hütte verlässt und über eine Almwiese auf ein Bergpanorama zugeht. Während dieser Bewegung ist leise der Hall eines ersten Hirtenrufs aus der Distanz zu hören. Es folgen mehrere tableauartige Bilder von einzelnen Hirten in unterschiedlichen alpinen Umgebungen, die ruhig und konzentriert in die Ferne spähen. Dann sendet eine erste Hirtin ihren Lockruf in die bergige Landschaft, der prompt von einem anderen Ruf beantwortet zu werden scheint. Nach und nach baut die Montage der einzelnen Hirten und ihrer individuellen Rufe eine fiktive Kommunikation auf, ganz so, als würden sie anhand ihrer Rufe über die Berge, Täler und Schluchten hinweg miteinander kommunizieren können. Gleichzeitig wird das musikalische und rhythmische Potential der Rufe genutzt und in einer Verdichtung zu einem Musikstück bzw. einer Klanglandschaft zusammengefügt.
Erst zu Beginn des zweiten Drittels des Films sind dann auch Tiere zu sehen. Eine Gruppe Ziegen folgt dem Pfeifen und Rufen eines Hirten. Es folgt der einzige Interview-ähnliche Moment des Filmes: In einem Monolog zählt eine italienische Hirtin die Namen all ihrer Ziegen auf. Die anschließende Montage zeigt, wie ein Hirte gegen einige Widrigkeiten ankämpft, um seine Ziegenherde zu einem zerfallenen Steinhaus zu treiben, wo sie gastieren und fressen.
Während die Kamera entlang der Bergmassive durch die Wolkenfelder schwebt, trägt der Wind ihr neue Ruflaute zu, zu deren aufkommendem Rhythmus die Kamera auf einen Hirten zufliegt. Es folgt eine Montage, bei der viele verschiedene Lockrufe auf surreale Weise immer weiter miteinander verschmelzen. In den Wäldern und Hängen setzen sich bald die verschiedenen Tiergruppen in Bewegung. Eingefangen in einem einzigen, spektakulären Kameraschwenk, sieht man, wie ein Hirte mit der Hilfe seines Schäferhundes eine Schafsherde über einen weit entfernten Hang treibt.
Es folgt der von Rufen und von lautem Läuten begleitete Almabtrieb einer Viehherde. Vor allem die mehrschichtigen und miteinander verwobenen Klänge der verschiedenen Glocken und Glöckchen stehen bei dieser Sequenz im Vordergrund.
Der Film schließt mit jener Gruppe Ziegen, die in der Ruine des Steinhauses verweilt. Die letzte Montage zeigt einen konzentrierten Blickaustausch zwischen einer der Ziegen und dem Hirten.

## Produktion
Riafn ist die zweite Produktion des 2012 von Hannes Lang, Mareike Wegener und Carmen Losmann in Köln ins Leben gerufenen Kollektivs „Petrolio“ und entstand in Koproduktion mit Arte. Die Herstellung wurde unterstützt von IDM Südtirol Alto Adige, der Film- und Medienstiftung NRW, der Künstlerförderung der Autonomen Provinz Bozen – Südtirol und der Bundesbeauftragten für Kultur und Medien. Der Film wurde in 48 Drehtagen im Almsommer 2018 in Piemont und Südtirol auf der RED Scarlet-W gedreht.

## Veröffentlichung
Riafn feierte seine Uraufführung im April 2019 im Wettbewerb für kurze und mittellange Filme beim Visions du Réel in Nyon, Schweiz. Im Anschluss war der Film weltweit auf Filmfestivals zu sehen, vielerorts konkurrierte er dabei in den Hauptwettbewerben um Auszeichnungen, die er mitunter auch gewann. Riafn nahm im Jahr 2019 unter anderem teil beim Trento Film Festival, bei den Internationalen Kurzfilmtagen Oberhausen, beim Rhode Island International Film Festival, beim New Orleans Film Festival, bei den Mountain Film Meetings, beim shnit worldwide shortfilm festival, beim PerSo Film Festival, beim Sapporo International Short Film Festival, beim Internationalen Bergfilmfestival Tegernsee, beim Kasseler Dokumentarfilm- und Videofest, beim Innsbruck Nature Festival, beim Cork Film Festival, beim Banff Centre Mountain Film and Book Festival, beim Eho Mountain Film Festival, beim Bilbao Mendi Film Festival und beim Alpin Film Festival. 2020 war der Film bis zum Ausbruch der COVID-19-Pandemie, die unzählige Festivalausfälle zur Folge hatte, unter anderem beim Big Sky Dokumentarfilm Festival, bei den Bamberger Kurzfilmtagen, beim Alpin Film Festival und bei MiradasDoc zu sehen. Die Fernseherstausstrahlung fand im April 2020 auf Arte statt.

## Auszeichnungen
- 2019: Trento Film Festival: Silberner Enzian für die beste technisch-künstlerische Leistung[8]
- 2019: Internationale Kurzfilmtage Oberhausen: Bester Beitrag im NRW-Wettbewerb[9]
- 2019: Flickers Rhode Island International Film Festival: 1. Preis Beste Kamera, Jakob Stark[10]
- 2019: Innsbruck Nature Film Festival: Bester Kurzfilm[11]
- 2019: Internationales Bergfilmfestival Tegernsee: Preis für den besonderen Film[12]
- 2019: Eho Mountain Film Festival: Grand Prix[13]
- 2019: Blicke – Filmfestival des Ruhrgebiets: Lobende Erwähnung[14]
- 2020: Alpin Film Festival: Bester Kurzfilm[15]
- 2020: Full Frame Documentary Film Festival: The Franklin Humanities Institute Award[16]

## Rezeption
„Welch ein Prolog, den die anfängliche Engführung der Kamera in eine dunkle Unterführung bereithält. Wie von einer Mundhöhle verschluckt, werden wir von den prächtigen Cinemascope-Bildern in die grüne Weite der Alpen wieder ausgespuckt. Dieser Raumerfahrung wird ein vokaler und klanglicher Resonanzraum gegenüberstellt, in dem sich die vereinzelten Lockrufe der Hirten und das Läuten der Kuhglocken zu einer fantastischen Konversation zwischen Mensch, Natur und Vieh verdichten. Mit beeindruckender Präzision und Rhythmik macht Hannes Lang in RIAFN das Unfassbare mit dem Auge greifbar – in Bildern, die tatsächlich selbst nach der großen Leinwand ‚rufen‘.“

„Der Film ist ein außergewöhnliches Portrait einzelner Menschen, die auf entlegenen Almen leben. Es ist eine überraschende Erfahrung, in die Welt der althergebrachten Kommunikation von Mensch, Natur und Tier einzutauchen. Dank akustischem Reichtum und ausdrucksstarken Bildern entsteht eine filmische Meditation vor alpiner Kulisse.“